# Glinzendorf
Glinzendorf osztrák község Alsó-Ausztria Gänserndorfi járásában. 2020 januárjában 314 lakosa volt. 

## Elhelyezkedése

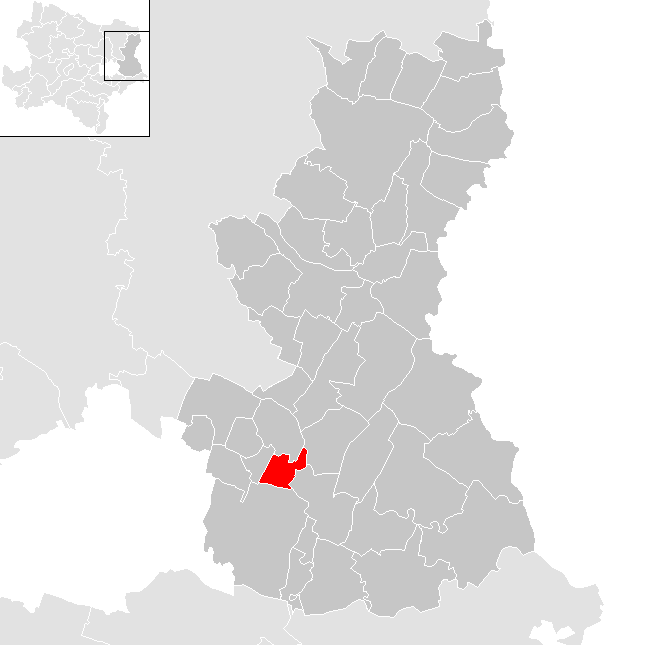
Glinzendorf a Gänserndorfi járásban

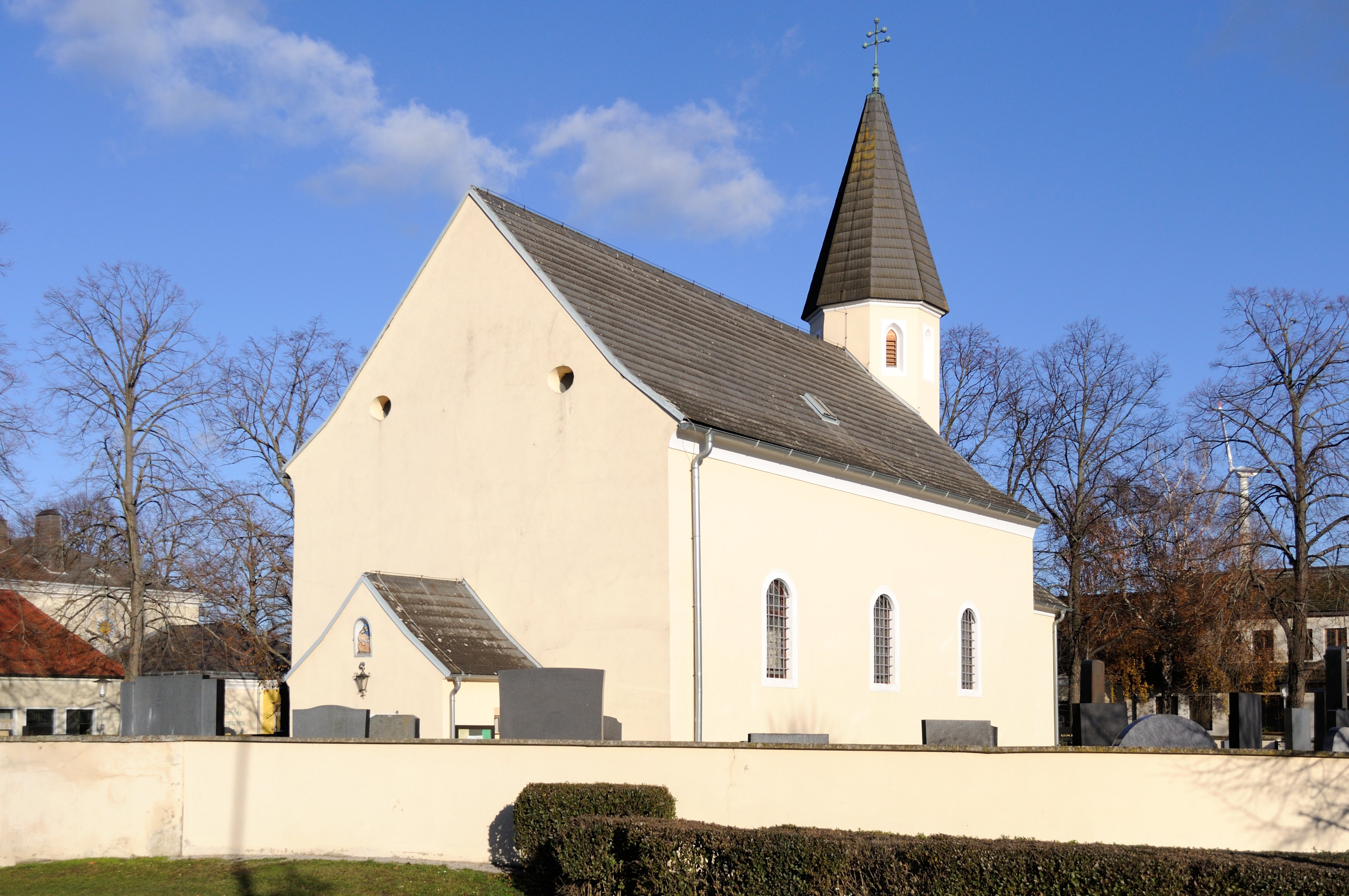
A Szt. Katalin-templom

Glinzendorf a tartomány Weinviertel régiójában fekszik a Morva-mező középső részén. Területének 0,8%-a erdő, 92,5% áll mezőgazdasági művelés alatt. Az önkormányzat egyetlen települést és katasztrális községet foglal magába.
A környező önkormányzatok: északra Markgrafneusiedl, északkeletre Obersiebenbrunn, délkeletre Leopoldsdorf im Marchfelde, délre Groß-Enzersdorf, nyugatra Großhofen. 

## Története
Glinzendorfot először 1380-ban említik. 
1809. július 5-én a wagrami csata során a franciák elfoglalták a községet. Másnap a Radetzky által vezetett osztrákok visszavették a települést, de rövidesen visszavonultak. 
1938-ban egy fogadóst, egy vegyesboltost, egy molnárt, egy nyeregkészítőt, két kovácsot, egy szabót és számos földművest számláltak össze a községben. Az Anschlusst követő közigazgatási reform során Glinzendorfot integrálták Nagy-Bécs újonnan létrehozott 22. kerületébe, de a második világháború után visszanyerte önállóságát. 

## Lakosság
A glinzendorfi önkormányzat területén 2020 januárjában 314 fő élt. A lakosságszám 1991 óta gyarapodó tendenciát mutat. 2018-ban az ittlakók 86,7%-a volt osztrák állampolgár; a külföldiek közül 1,3% a régi (2004 előtti), 6,3% az új EU-tagállamokból érkezett. 5% a volt Jugoszlávia (Szlovénia és Horvátország nélkül) vagy Törökország, 0,7% egyéb országok polgára volt. 2001-ben a lakosok 87,1%-a római katolikusnak, 3,5% mohamedánnak, 7,1% pedig felekezeten kívülinek vallotta magát. Ugyanekkor a legnagyobb nemzetiségi csoportokat a német (82,4%) mellett a horvátok (9,4%), a bosnyákok (3,5%) és a szerbek (2,7%) alkották. 
A népesség változása:

| 2016 | 272 |
| 2018 | 295 |

## Látnivalók
- a Szt. Katalin-templom

## Fordítás
- Ez a szócikk részben vagy egészben  a   Glinzendorf című német Wikipédia-szócikk ezen változatának fordításán alapul.  Az eredeti cikk szerkesztőit annak laptörténete sorolja fel. Ez a jelzés csupán a megfogalmazás eredetét és a szerzői jogokat jelzi, nem szolgál a cikkben szereplő információk forrásmegjelöléseként.